# Bajirao II
Bajirao II (10 de enero de 1775 – 28 de enero de 1851), conocido como Rao Pandit Pandham, fue el último Peshwa del Imperio Maratha entre 1796 y 1818. 

## Primeros años

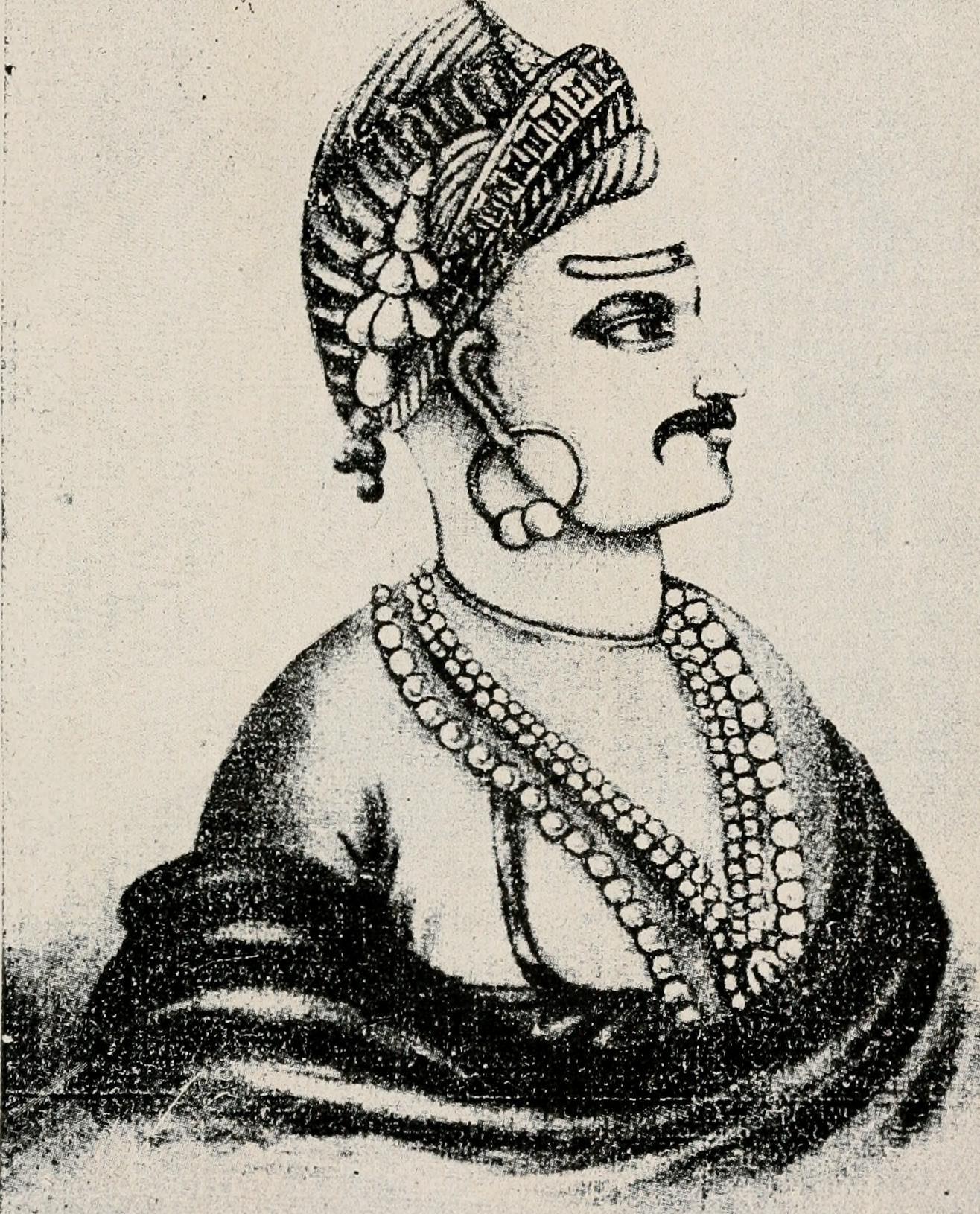
Bajirao II

Bajirao era el hijo de la ex Peshwa Raghunathrao Peshwa y Anandibai. Raghunathrao había desertado a los ingleses, causando la primera guerra anglo-Maratha, que terminó con el tratado de Salbai. Baji Rao nació en 1775, cuando sus padres fueron mantenidos en prisión por el gabinete del entonces Peshwa. Hasta la edad de 19 años, él y con sus hermanos fueron mantenidos en confinamiento para negarles incluso los derechos básicos de la educación. 
Raghunathrao fue el sucesor del Peshwa Madhavrao II que se suicidó en 1796, y murió sin heredero. Una lucha de poder se produjo entre los nobles Maratha para el control de la Confederación. El poderoso general Daulat Rao Scindia y el ministro de Nana Fadnavis instalado Baji Rao II como una marioneta Peshwa. Baji Rao II tuvo que cargar con el desafortunado legado de sus padres, quienes pese a ser de la misma familia de brahmanes eran sospechosos de estar involucrados en el asesinato de la joven quinto Peshwa Narayanrao en 1774 AD. Como tal, siendo hijo de los presuntos asesinos, fue despreciado por su ministros, nobles e incluso por sus súbditos. En cada acción fue visto con prejuicio y se dice que a pesar de considerarse como un buen administrador y constructor de la moderna Pune, fue a menudo etiquetado como incapaz y cobarde Peshwa. Al ser un brahmán hasta la médula, era reacio a los riesgos y el derramamiento de sangre y trató de alcanzar sus objetivos a través de la diplomacia astuta en lugar de confrontaciones cara a cara.

## Conquista de Pune
Tras la muerte de Fadnavis en 1800, Daulat Rao Scindia tomó el control completo sobre el gobierno del Peshwa. Como Scindia comenzó eliminando a sus rivales dentro del gobierno, Peshwa Baji Rao II comenzó a preocuparse por su propia seguridad. Acudió al residente británico, el coronel William Palmer, para pedir ayuda. Por aquel entonces el general Arthur Wellesley ya estaba en las partes meridionales del territorio Maratha tras haber concluido una campaña contra Dhondia Wagh, pero Bajirao era reacio a firmar un tratado con los británicos. En 1802, el principal rival de Scindia Yashwant Rao Holkar marchó hacia Pune. Proclamó lealtad al Peshwa, y envió garantías de que sólo quería liberar a Pune del control de Scindia. Pero Baji Rao estaba preocupado porque tenía matanza ordenada antes del hermano de Yashwant Rao Vithoji Rao Holkar. Buscó la ayuda de Scindia, que estaba lejos de Pune en ese momento. Scindia envió un ejército que llegó a Pune el 22 de octubre de 1802. Holkar derrotó a las fuerzas conjuntas de Peshwa y Scindia en la Batalla de Hadapsar el 25 de octubre.
En la mañana del 25 de octubre, antes de la batalla, Baji Rao ya había enviado términos preliminares de un tratado a los británicos. Después de la victoria Holkar en la batalla, huyó a Vasai, donde buscó ayuda de los británicos en Bombay.

## Tratado con los británicos
Baji Rao II concluyó el Tratado de Bassein en diciembre de 1802, en la que el británico acordó restablecer a Baji Rao II como Peshwa, a cambio de permitir en el territorio maratha una fuerza de tropas equipadas con armas de infantería y 6.000 ofrecido por British, el pago de su mantenimiento y aceptar el estacionamiento de un agente político británico permanente (Residente) en Pune. Holkar y Scindia resistieron la invasión británica en los asuntos Maratha, lo que dio lugar a la Segunda Guerra Anglo-Maratha de 1803 a 1.805
.
El británico triunfó, y los Marathas perdidos y estuvieron forzados para aceptar pérdidas de territorios debido a rivalidades internas entre Holkars y Scindias y la traición en absoluto las batallas hechas por Scindia de los franceses y otros agentes europeos, quien mayoritariamente manejó la importación de armas de fuego hacia el ejército maratha.
Las redes de las Pindaris, jinetes irregulares que residían en los territorios Maratha, en territorio británico condujo en última instancia a la tercera guerra anglo-maratha de 1817 a 1818 que terminó con la derrota de la Bhosale, Holkar y otros feudatarios Maratha. A mediados de la década de 1810, los británicos habían intervenido en una disputa financiera sobre el reparto de ingresos entre el Peshwa y Gaekwads de Baroda. El 13 de junio de 1817, la Compañía obligó Baji Rao II a firmar un acuerdo de renuncia a las reclamaciones sobre los ingresos de Gaekwad y cesión de grandes franjas de territorio a los británicos. Este tratado de Pune terminó formalmente el titular señorío Peshwas sobre otros jefes Maratha, por tanto, terminando oficialmente la confederación Maratha.

El 5 de noviembre de 1817, el residente británico en Pune fue atacado por el ejército de Baji Rao II, dirigido por su Abogado Mor Dixit. Bajirao II podría haber ganado esta batalla si no hubiera detenido el progreso de sus fuerzas por sucumbir a la petición del británico residente Elphinstone para un alto el fuego. Baji Rao observaba la batalla que se produjo entre sus tropas y los británicos de una colina que ahora se llama Parvati. Esta batalla el 5 de noviembre de 1817, conocida como Batalla de Khadki, resultó en la derrota de los Peshwa
.
Más tarde sus tropas se trasladaron a Harper en las afueras que actualmente son carreteras. Solapur bloqueó las tropas británicas procedentes de Jalna, pero la traición de uno de su jefe, Sardar Ghorpade Sonsurkar, lo llevaron a la fuerza la retirada. Posteriormente, capturó Chakan Fort de manos de las tropas británicas. Mientras tanto, los británicos colocan Pune al mando del coronel Burr, mientras que una fuerza británica dirigida por el general José Smith siguió Peshwa. Hacia fines de diciembre, el coronel Burr recibió la noticia de que el Peshwa pretende atacar Pune, y pidió a los soldados de la compañía apostados en Shirur ayuda. Las tropas enviados desde Shirur se encontraron con las fuerzas del Peshwa, dando lugar a la Batalla de Koregaon. El Peshwa no tuvo éxito en derrotar el contingente Shirur, y se vio obligado a retirarse por temor a la llegada de una fuerza más grande de la empresa dirigida por el general Smith
.
Cinco columnas británicas se establecen después del grito de Baji Rao II, babeando ante la idea del 'Premio de dinero' que estaba al final de la persecución. Después de correr durante cinco meses de una fortaleza a otra, a la espera de la ayuda prometida por Scindias, Holkars y Bhosle de que no vino, Baji Rao II entregó a Sir John Malcolm. Para gran disgusto de la Compañía Gobernador General Francis Rawdon-Hastings, 1r marqués de Hastings (sin relación con Warren Hastings, el primer gobernador general de la India), Malcolm estaba dispuesto a mantenerlo un príncipe de toda la vida, le permitió retener su fortuna personal y pagarle una pensión anual de £ 80,000 (£ 100.000 según algunas fuentes) cada año. A cambio, Baji Rao II tendría que vivir en un lugar asignado por los británicos, junto con sus sirvientes en la condición de que nunca volvería a su tierra natal en Pune. También tendría que renunciar a todos sus derechos a su herencia y no podía labrar a sí mismo como Peshwa pero no había nada que objetar a llamarse a sí mismo como "Maharaja". La única razón por Francis Rawdon-Hastings ratificó el tratado hecho por Malcolm era su convicción de que Baji Rao II no viviría siempre y cuando ya estaba por encima de 40 y muchos de sus antepasados no vivían mucho más allá de esa edad.
Para mantener Baji Rao II bajo sus ojos, los británicos seleccionan un pequeño pueblo en la orilla derecha del Ganges en un lugar llamado Bithur en Kanpur, donde tenían un establecimiento militar grande entonces. El lugar elegido fue exactamente seis millas cuadradas en el área y en él, junto con sus familiares y otras personas que se trasladaron desde Pune junto con él en 1818, había alrededor de 15.000 habitantes. Una vez había gobernado 50 millones. Hay Baji Rao añadió 5 esposas más y llevó una vida vacía, pasar el día en la religión y la noche en orgías [cita requerida]. En contra de los deseos de la Compañía, vivió durante otros 33 años y murió en 1851 en Bithur. 
Había muchas historias haciendo las rondas en el Tribunal de Gwalior sobre Baji Rao II, donde el abuelo de Malgonkar P. Baburao era un ministro. Una de esas historias fue sobre el fantasma de un Peshwa muerto, Narayan Rao, inquietante Baji Rao lo largo de su vida que fue ampliamente conocido por muchas personas debido a los esfuerzos incesantes de Baji Rao II para exorcizar el fantasma. Narayan Rao fue el quinto Peshwa que presuntamente fue asesinado con la connivencia de los padres de Baji Rao como se mencionó anteriormente. Con el fin de deshacerse del fantasma, Baji Rao empleó los sacerdotes de Pandharpur, un templo de la ciudad de Maharashtra en la ribera de un río local. Inicialmente los sacerdotes lograron ahuyentar el fantasma y en gratitud, Baji Rao II ordenó la construcción de un muro de contención del río, en Pandharpur, que todavía lleva su nombre. Sin embargo, cuando Baji Rao II fue exiliado a Bithur reapareció el fantasma y comenzó a frecuentar de nuevo. Desde que fue prohibido visitar su tierra natal, realizó penitencias religiosas prescritas por los sacerdotes de Benarés (Varanasi) y era extravagante en la distribución de limosnas a los brahmanes. Él construyó templos, bañando ghats, realizaron poojas interminables (oraciones religiosas), fueron sometidos a innumerables ayunos rigurosos, cayó a los pies de sadhus y adivinos, etc., pero el fantasma no lo dejaría. Se quedó con él hasta el final advirtiéndole que su línea terminará con su sucesor, su casa se quema a cenizas y su clan perecerá. Por cierto después del estallido de la rebelión indígena de 1857, las tropas de la compañía en julio de ese año, después de su exitosa re-captura de Kanpur, al mando del Mayor General Henry Havelock inicialmente y más tarde bajo el entonces brigadier James Hope Subvención saqueado y quemado Bithur , incluyendo la residencia de Baji Rao II (AMA), donde muchos miembros de su familia, excepto su hijo adoptivo, Nana Sahib.